# Neno Dimow

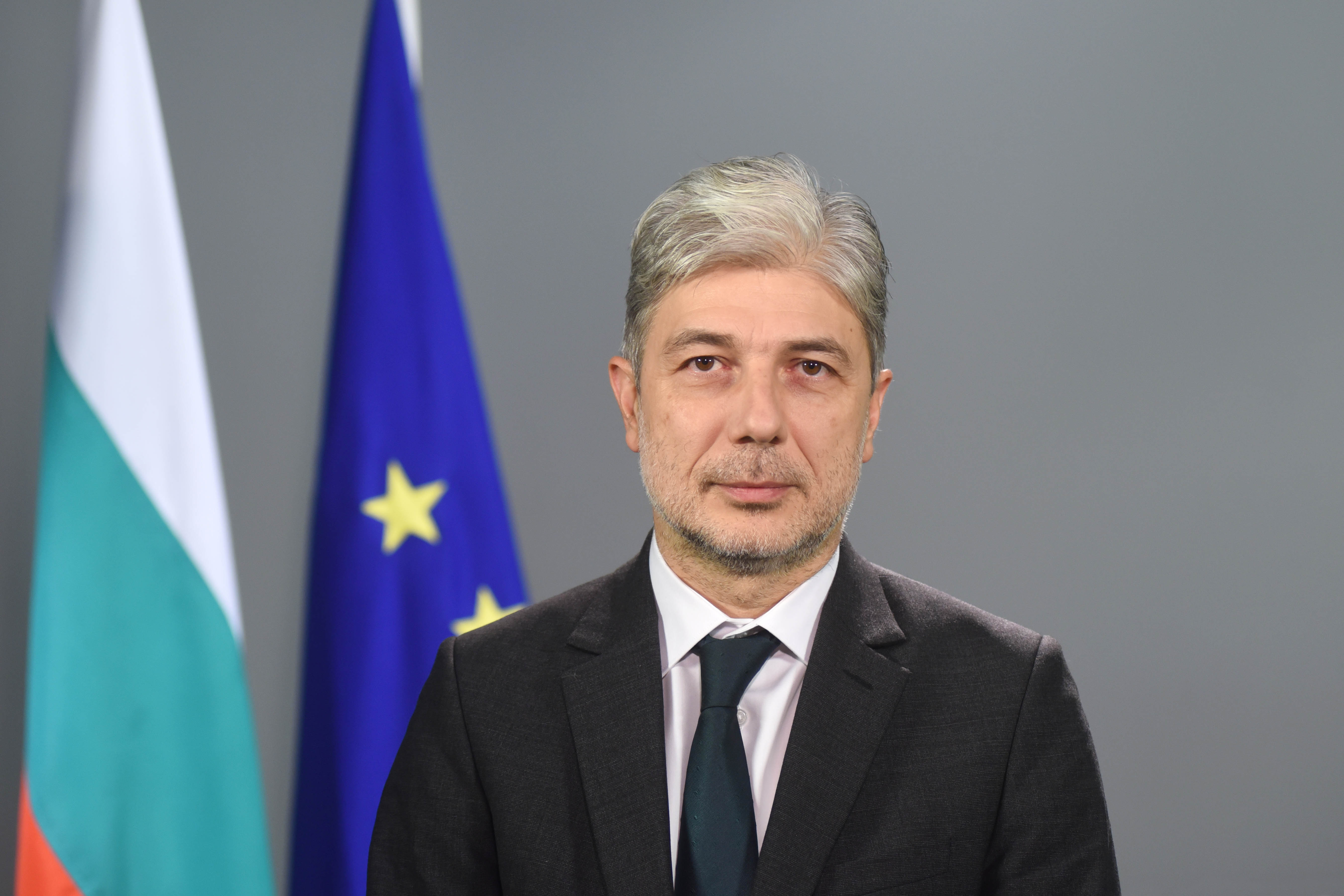
Dimow als bulgarischer Umweltminister

Neno Dimow (* 20. September 1964 in Sofia, Volksrepublik Bulgarien) ist ein bulgarischer Politiker und ehemaliger Minister für Umwelt und Wasser im Kabinett von Ministerpräsident Bojko Borissow. Am 9. Januar 2020 wurde er infolge eines Skandals um das Missmanagement von Trinkwasserreserven verhaftet und trat am folgenden Tag von seinem Ministerposten zurück.

## Karriere
Dimow ist Doktor der Physik und Lektor an der Universität Sofia.
Seine politische Karriere startete Dimow bei der mitte-rechts Partei Demokraten für ein starkes Bulgarien (DSB). Nach der Parlamentswahl in Bulgarien 2014 trat die Partei als Teil des Reformblocks in die Regierungskoalition aus der konservativen GERB und der sozialdemokratischen Alternative für die Bulgarische Wiedergeburt ein. Dimow wurde im Jahr 2014 Leiter der Nichtregierungsorganisation Institute of Right Wing Policy und analysierte in dieser Funktion die politischen Entwicklungen in Bulgarien. Im Hinblick auf die politische Entwicklung des Reformblocks empfahl er parteiinterne Reformen und eine verantwortungsvolle Regierungspolitik, die auf eine Stabilisierung der Koalition abzielte. Forderungen aus dem mitte-rechts Lager, die Koalition scheitern zu lassen, lehnte er ab und bezeichnete einen solchen Schritt als Gefährdung der politischen Zukunft des Reformblocks.
Bei der Parlamentswahl 2017 kandidierte Dimow für die DSB, die Partei scheiterte aber an der 4-Prozent-Hürde und zog somit nicht in das bulgarische Parlament ein. Dimow wurde allerdings von der nationalistischen Partei Vereinigte Patrioten, die eine Koalition mit der GERB bildete, als Umweltminister vorgeschlagen. Am 4. Mai 2017 wurde Bojko Borissow erneut zum Ministerpräsident gewählt, Dimow wurde im Zuge der Regierungsbildung als Minister für Umwelt und Wasser vereidigt.

Logo der Bulgarischen EU-Ratspräsidentschaft 2018

Der Amtsantritt Dimows sorgte auf Grund früherer Aussagen seinerseits für Kontroversen. Dimow hatte unter anderem den menschengemachten Klimawandel bezweifelt und diesen als politische Manipulation zur Durchsetzung zunehmender Regulierung des freien Marktes bezeichnet. Zudem warf er führenden europäischen Politikern wie François Hollande und Angela Merkel vor, den Klimawandel als unerschöpfliche Quelle der Angst als Ablenkung vom eigenen politischen Versagen zu nutzen. In mehreren Texten warnte Dimow vor einem grünen Extremismus und linkem Multikulturalismus, nachhaltige Entwicklung bezeichnete er als neue Form des Sozialismus. Demgegenüber stellte er Patriotismus, christliche Werte und Kapitalismus als Eckpfeiler seiner Politik.
Die Debatte um Dimows Eignung für das Ministeramt gewann im Rahmen der bulgarischen EU-Ratspräsidentschaft 2018 an Brisanz, als Dimow die Leitung des Rats für Umwelt der Europäischen Union übernahm. In dem Gremium wurde Dimow für seine Haltung zur Klimapolitik scharf kritisiert. Hinzu kam die jüngste Erteilung einer Baugenehmigung für ein Skigebiet im Nationalpark Pirin, die von zahlreichen EU-Politikern abgelehnt wurde. Dimow selbst kündigte an, den politischen Konsens hinsichtlich des Klimawandels innerhalb der EU nicht sprengen zu wollen, gleichzeitig bezweifelte er aber einen wissenschaftlichen Konsens bei der Untersuchung des Klimawandels.
Am 10. Januar 2020 trat Dimow von seinem Amt als Minister für Umwelt und Wasser zurück, nachdem er am Tag zuvor vorläufig festgenommen worden war. Ihm wird vorgeworfen, Trinkwasserreserven aus einem Stausee, die für die Versorgung der Stadt Pernik benötigt wurden, für industrielle Zwecke freigegeben zu haben und damit für eine Wasserknappheit in Pernik gesorgt zu haben. Im November 2019 musste die Wasserversorgung in der Stadt rationiert werden, woraufhin es zu regierungskritischen Protesten seitens der Bevölkerung kam. Nach Angaben des zuständigen Staatsanwalts war für 97.000 Menschen im Großraum Pernik ab November 2019 für fünf Monate keine normale Trinkwasserversorgung möglich. Dimow wurde in diesem Zusammenhang vorgeworfen, seinen Pflichten als Minister nicht nachgekommen zu sein und für das Missmanagement mitverantwortlich zu sein, der Angeklagte bestritt unterdessen jegliches Fehlverhalten. Am 11. Januar 2020 wurde offiziell Anklage gegen Dimow erhoben, im Falle einer Verurteilung droht ihm eine Haftstrafe von bis zu acht Jahren.